# رودریگو کابرال
رودریگو کابرال (انگلیسی: Rodrigo Cabral؛ زادهٔ ۸ اوت ۲۰۰۰) بازیکن فوتبال اهل آرژانتین است.
از باشگاه‌هایی که در آن بازی کرده‌است می‌توان به باشگاه فوتبال اتلتیکو هوراکان اشاره کرد.